# Tag des Gartens
Der Tag des Gartens wird seit 1984 am zweiten Sonntag im Juni in Deutschland gefeiert und soll die Bedeutung des Gartens – und vor allem des Kleingartens – in das öffentliche Bewusstsein rücken. Ins Leben gerufen wurde er 1984 vom damaligen Präsident des Bundesverbandes Deutscher Gartenfreunde e. V. (BDG), Hans Stephan, „um einer breiten Öffentlichkeit die Freude an einem Garten und an der Natur nahe zu bringen.“
Veranstalter sind der BDG, angegliederte Landesverbände sowie die Unterorganisationen auf Bezirks-, Kreis- und kommunaler Ebene. Ziel ist es, der Öffentlichkeit die Freude am Garten nahe zu bringen sowie auf die Bedeutung von Gärten für das psychische und physische Wohlbefinden hinzuweisen. Zudem soll der Tag auf die städtebauliche, ökologische und soziale Bedeutung des Kleingartenwesens aufmerksam machen.
Unter einem jährlich unterschiedlichen Motto finden an diesem Tag im gesamten Bundesgebiet zahlreiche Veranstaltungen statt und viele Kleingartenanlagen öffnen ihre Tore für das interessierte Publikum:
- 2024: „Kleingärten – Grüne Oasen für alle“[2]
- 2020: „Kleingärten – Grün, das verbindet!“[3]
- 2016: „Wir machen Städte grüner“[4]
- 2014: „150 Jahre – und kein bisschen altmodisch“.

Frühere Mottos waren unter anderem „Kleine Gärten machen die Städte grüner“ (2013), „Kleine Paradiese“ (2012), „Abenteuer Kleingarten“ (2011) und „Lust auf's Gärtnern“ (2010). Nicht zu verwechseln ist der Tag des Gartens mit dem „Tag der offenen Gartentür“ Ende Juni.